# Qi Hong
Qi Hong (祁宏S, Qí HóngP; Shanghai, 3 giugno 1976) è un ex calciatore e giocatore di calcio a 5 cinese, di ruolo centrocampista.

## Carriera
Qi ha disputato il FIFA Futsal World Championship 1996 in cui la nazionale cinese di calcio a 5 è stata eliminata nel girone del primo turno comprendente Paesi Bassi, Russia e Argentina. È stato inoltre convocato dalla nazionale cinese di calcio  per disputare il campionato del mondo 2002 in Giappone e Corea del Sud.
Il 24 marzo 2012 diventa di pubblico dominio la notizia che è stato arrestato insieme ad altri tre connazionali per aver truccato la partita Shanghai International-Tianjin Teda (1-2) del campionato cinese 2003.

## Palmarès

### Calcio

#### Club

##### Competizioni nazionali
- Campionato cinese: 1

Shanghai Shenhua: 1995
- Coppa della Cina: 1

Shanghai Shenhua: 1998
- Supercoppa di Cina: 2

Shanghai Shenhua: 1996, 1999